# Cornelia Gassner
Cornelia Gassner (* 1. Mai 1958 in Grabs, Kanton St. Gallen als Cornelia Matt; † 15. Dezember 2016 in Mauren) war eine liechtensteinische Politikerin (FBP). Von 1993 bis 1997 war sie Regierungsrätin und hatte als solche die Ressorts Bauwesen und Verkehr inne. Gassner war damit die erste Frau in einer liechtensteinischen Regierung.

## Biografie
Cornelia Gassner wurde 1958 als Tochter des Zahntechnikers Egon Matt und dessen Frau Waltraud (geborene Ritter) geboren. Sie hatte vier Geschwister, darunter Andrea Matt. Von 1970 bis 1978 besuchte sie das Liechtensteinische Gymnasium in Vaduz und machte dort ihre Matura. Danach studierte sie von 1978 bis 1984 Rechtswissenschaft in Innsbruck. 1984 erfolgte ihre Promotion zum Doktor der Rechte. Anschliessend studierte sie von 1985 bis 1986 an der London School of Economics and Political Science und erhielt dort 1986 einen Master of Laws (LL.M.). Nachdem sie von 1987 bis 1997 als Mitarbeiterin in einem Anwalts- und Treuhandbüro in Vaduz tätig gewesen war, machte sie sich 1997 als Treuhänderin selbständig. Ab 2000 arbeitete sie selbständige Rechtsanwältin. Von 2000 bis 2002 war sie Präsidentin der Gesellschaft Schweiz–Liechtenstein. Daneben war Gassner von 2001 bis 2004 Dozentin an der Fachhochschule Liechtenstein in Vaduz. Von 2003 bis 2005 gehörte sie dem Verwaltungsrat der Spitalregion Rheintal-Werdenberg-Sarganserland an und ab 2006 dem Verwaltungsrat der Liechtensteiner Volksblatt AG. Später war sie Mitglied bzw. Präsidentin des Verwaltungsrats der Liechtenstein TeleNet AG sowie der Telecom FL AG und der aus der Fusion dieser beiden Unternehmen 2008 entstandenen Telecom Liechtenstein.
Gassner war Bürgerin der Gemeinde Triesenberg. Sie war verheiratet und hatte drei Kinder. 1994 wurde ihr das Komturkreuz des Fürstlich Liechtensteinischen Verdienstordens verliehen.